# いぬもと
いぬもとは、日本の漫画家、イラストレーター。株式会社一二三所属。別名義に桜上水モリト。
ネットレーベルつかさRecords主宰の他、同人サークル「ぱなならま研究所」「おかのうえ」でも活動。2014年8月、「魔法少女大戦」アンソロジーで漫画家デビュー。

## 作品リスト

### 漫画
- 「魔法少女大戦　広島県　宮門みれの場合」（企画・原案：2.5次元てれび、原作・漫画：いぬもと）[3]
- 連載「リタとマッサン」連載（全9回）……2014年10月16日から2015年3月31日、日経BP社のウェブメディア「CAMPANELLA」で連載[4][5]
- Kalafinaの日常を描いたマンガ……2015年2月28日発売、『別冊カドカワ　総力特集Kalafina』（KADOKAWA）掲載[6]

### コラム
- 連載「朝ドラ日和」連載（全25回）……2014年10月9日から2015年4月2日、日経BP社のウェブメディア「CAMPANELLA」で連載[1][7]